# 約翰·華特·古格里

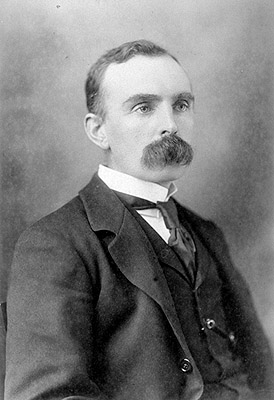
約翰·華特·古格里

約翰·華特·古格里（英語：John Walter Gregory，1864年1月27日—1932年6月2日）是一位卓越的英格兰地質學家。

## 生平
1864年出生于伦敦，1899年時曾在澳洲墨爾本大學任教，是墨爾本大學當時的第一位教授。1901年到1904年間擔任維多利亞地理量測中心（The Geological Survey of Victoria）的主任。1904年到英國的格拉斯哥大學擔任校長。1904年後，他開始對世界上獨特的地理景觀做探險和紀錄，包括有利比亞、安哥拉、印度、東非大裂谷和中國西藏。此外，他也曾前往挪威斯匹茨卑爾根島、澳洲（他曾組探險隊名為Dead Haert，探索澳洲內陸）和喜馬拉雅山等地探險。他所留下來的地質觀察紀錄相當豐富，是後世地質學家不可多得的文獻來源。